# 12398 Pickhardt
12398 Pickhardt è un asteroide della fascia principale. Scoperto nel 1995, presenta un'orbita caratterizzata da un semiasse maggiore pari a 2,1623136 UA e da un'eccentricità di 0,1293926, inclinata di 1,05413° rispetto all'eclittica.